# نو جاز
نیو جاز (به انگلیسی: Nu jazz) که گاه جازترونیکا (به انگلیسی: jazztronica) نیز خوانده می‌شود، یک اصطلاح چتری ابداع شده در اواخر دههٔ ۱۹۹۰ است که اشاره به انواعی از موسیقی دارد که از ترکیب عناصر موسیقی جاز با سبک‌های دیگری همچون فانک، سول، موسیقی رقص الکترونیک و بداهه‌نوازی پدید می‌آیند.
بر طبق گفتهٔ منتقد تونی بروور٬
"مطمئناً نسبت نیو جاز به جاز (سنتی) مانند نسبتی است که پانک و گرانج به راک داشتند. [...] ترانه‌ها مرکز توجه موسیقیدانان هستند، و نه دلاوری‌های منحصر به فرد آن‌ها. بازهٔ سازبندی نیو جاز دربردارندهٔ سازهای سنتی تا سازهای تجربی است، ملودی‌ها باطراوت و ریتم‌ها جدید و زنده هستند. این موضوع، موسیقی جاز را دوباره به یک موسیقی سرگرم کننده تبدیل می‌کند."